# Demetrio Paparoni
Demetrio Paparoni (Siracusa, 25 gennaio 1954) è un critico d'arte e editore italiano.

## Biografia
Nel 1983 ha fondato la rivista d'arte contemporanea Tema celeste e l'omonima casa editrice, che ha diretto fino al 2000. Nel 1981 ha avuto un incarico pro tempore per insegnare arte contemporanea all'Università delle Arti Applicate di Vienna. Dal 1996 al 1998 ha insegnato Storia dell'Arte Contemporanea presso la Facoltà di Architettura dell'Università degli Studi di Catania (con sede distaccata a Siracusa). Presso la stessa facoltà ha insegnato Storia dell'Arte Moderna dal 2003 al 2008 
.
Nel 2010 ha scritto la voce Arte contemporanea e iconografia religiosa per il quarto volume del XXI Secolo dell'Enciclopedia Treccani. Per la XLV Biennale di Venezia, nel padiglione italiano, Paparoni ha curato nel 1993 Abstracta. Per la Fondazione Reina Sofia di Madrid ha collaborato nel 1996 alla mostra Nuevas Abstracciones al Palacio de Velasquez di Madrid e alla Galleria d'Arte Moderna di Barcellona. Lo stesso anno si è fatto promotore della nascita della prima Galleria Civica d'Arte Contemporanea in Sicilia, quella di Siracusa, che ha diretto fino al 1998.
Nel 1997 è stato invitato dalla Secreteria de Cultura della Presidencia de la Nacion Uruguaiana a tenere una conferenza sull'Astrazione degli anni Novanta al Museo Nacional de Bellas Artes di Montevideo. Lo stesso anno, su invito della Secreteria de Cultura della Presidencia de la Nacion Argentina, ha rappresentato I'Italia (insieme a Gianni Vattimo) agli Incontri Internazionali della Critica di Buenos Aires, che si è tenuto al Museo Nacional de Bellas Artes di Buenos Aires. Su incarico dell'Istituto di Cultura Italiano a Tel Aviv e del Ministero degli Esteri Italiano, con il patrocinio del Ministero della cultura Italiano, ha curato nel 2007 Mentalgrafie/Viaggio nell'arte contemporanea italiana, al Tel Aviv Museum of Art, in Israele. Si è trattato della più grande mostra di arte italiana finora realizzata in Medio Oriente.
Su incarico dell'Instituto Cervantes di Madrid e del Ministero degli Esteri Spagnolo, con il Patrocinio del Ministero della cultura Spagnolo, ha curato nel 2008 a Palermo la mostra di arte spagnola España 1957-2007, la più grande mostra di arte spagnola realizzata negli ultimi decenni fuori dalla Spagna.
Ha scritto tra l'altro testi per le monografie che hanno accompagnato le mostre antologiche dedicate in questi ultimi anni in Italia ad Andy Warhol, Keith Haring, Jean-Michel Basquiat, David LaChapelle, Edward Hopper (Palazzo Reale, Milano), Roy Lichtenstein (Palazzo della Triennale, Milano). Nel 2011 ha curato a Milano due mostre di Anish Kapoor (Rotonda della Besana e Fabbrica del Vapore), promosse dal Comune di Milano. Per la facoltà di Filosofia dell'Università degli Studi di Torino ha curato nel 2013 un numero della Rivista di Estetica. Nel 2013 ha partecipato al video Anish Kapoor and friends perform Gangnam Style for Ai Weiwei.
Ha realizzato numerosi documentari per Rai Educational. Attualmente collabora tra l'altro come saggista con le riviste ArtChina (Shanghai) e Arte al Limite (Santiago del Cile). Dal 2020 è il responsabile della sezione arte di Domani (quotidiano) 

## Pubblicazioni

### Saggi

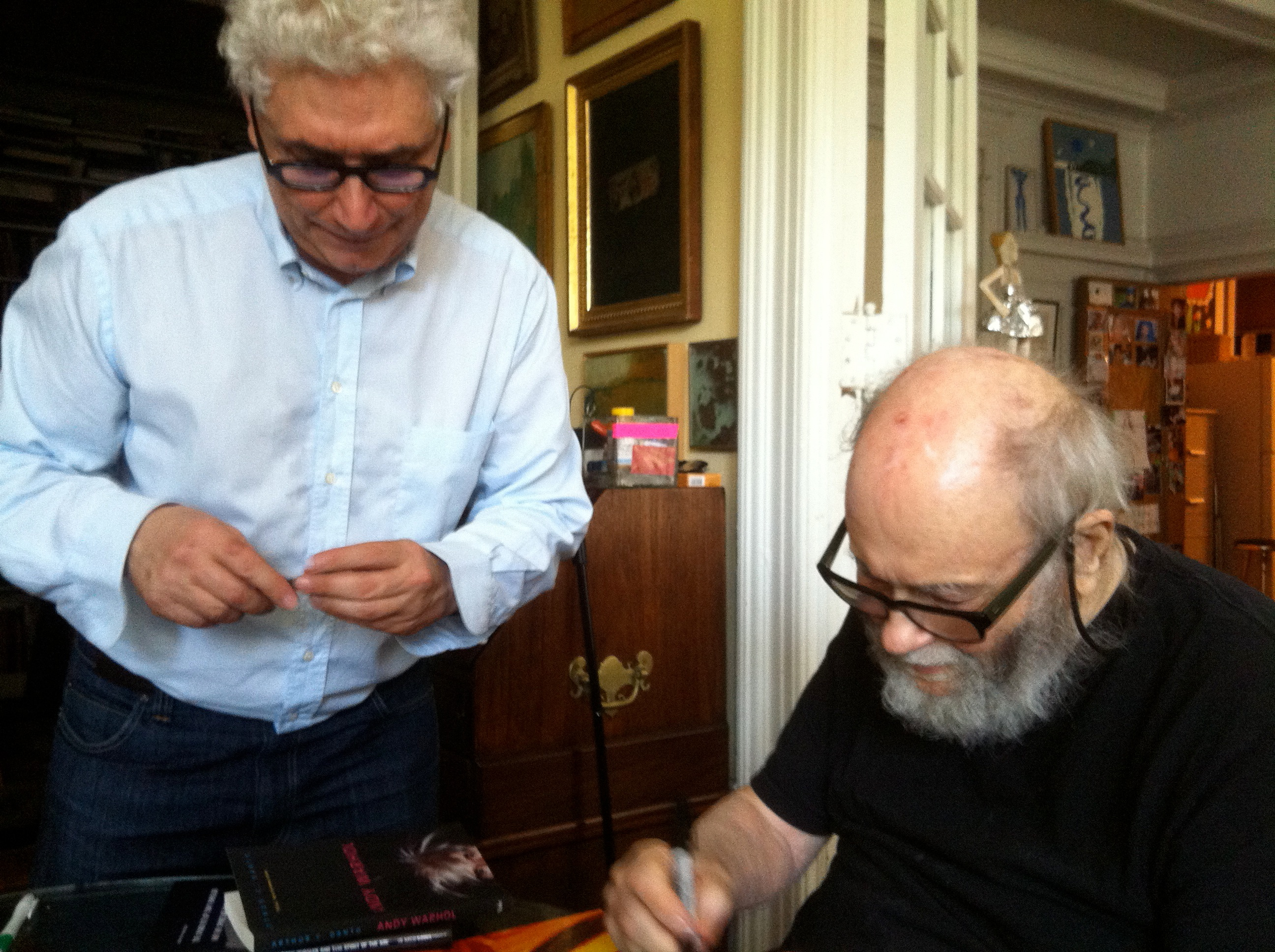
Demetrio Paparoni e Arthur C. Danto, New York 2012

- Come la politica condiziona l'arte, Ponte alle Grazie, Milano 2023. ISBN 9788868338664
- Arte e Poststoria: Conversazioni sulla fine dell'estetica e altro, Neri Pozza, Milano 2020. ISBN 978-8854519572
- The Devil / Atlante illustrato del lato oscuro. Da Giotto a Picasso. Da Pollock a Serrano. Dai tarocchi ai videogiochi, 24 Ore Cultura, Milano, 2017. ISBN 9788866483502
- Cristo e l'impronta dell'arte / Il divino e la sua rappresentazione nell'arte di ieri e di oggi, Skira, Milano 2015. ISBN 9788857228167
- Il bello, il buono e il cattivo / Come la politica ha condizionato l'arte negli ultimi cento anni, Ponte alle Grazie (casa editrice), Milano 2014. ISBN 8862209665
- L'arte contemporanea e il suo metodo, Neri Pozza, Vicenza, 2005. ISBN 88-545-0041-0
- Eretica, Skira, Milano 2006 (edizione italiana, francese e inglese). ISBN 88-6130-069-3
- Il corpo vedente dell'arte / Dalle avanguardie storiche alla società dell'informazione, Castelvecchi, Roma 1997 (prefazione di Gillo Dorfles). ISBN 88-8210-048-0
- Il corpo parlante dell'arte / La nuova scena internazionale: linguaggi, esperienze, artisti, Castelvecchi, Roma 1997 (prefazione di Mario Perniola). ISBN 88-8210-003-0
- L'Astrazione ridefinita, Tema Celeste Edizioni, Siracusa 1994 (prefazione di Arthur Danto). ISBN 88-7304-007-1
- L'origine della ferita, Tema Celeste edizioni, Siracusa 1990 (prefazione di Arturo Schwarz; copertina appositamente realizzata da Jim Dine). ISBN 8885265081

### Monografie
- Rafael Megal, Idols and Icon, Rizzoli New York, Verona, 2022, ISBN 978-88-918301-5-9
- Barrioquinto, Andres, Rizzoli International Publications, Bergamo, 2022, ISBN 978-88-918324-1-2
- Nyoman Masriadi, Telepathy Contact, Rizzoli New York, Bergamo, 2020, ISBN 978-8891822307
- Gottfried Helnwein, The Epiphany of the Displaced: Complete Works, Skira, Milano 2019, ISBN 978-8857239897
- Espen Dietrichson, Seven Years, Skira, Milano 2018. ISBN 978-88-572-3818-0
- Ronald Ventura, Works 1998-2017, Skira, Milano 2018. ISBN 978-88-572-3286-7
- Natee Utarit, Optimism is Ridiculous, Skira, Milano 2017. ISBN 978-88-572-3553-0
- Vibeke Slyngstad, Paintings 1992-2017, Skira, Milano 2017. ISBN 978-88-572-3598-1
- Ljubodrag Andric, Works 2008-2016, Skira, Milano 2016. ISBN 88-572-3060-0
- Morten Viskum, Woks 1993-2016, Skira, Milano 2016. ISBN 88-572-2866-5
- Rafael Megall, Paintings 2009-2015, Skira, Milano 2015. ISBN 88-572-2813-4
- Wang Guangyi, Words and Thoughts 1985−2012, Skira, Milano 2013. ISBN 88-572-1567-9
- Bernardí Roig, Skira, Milano 2009. ISBN 978-88-572-0204-4
- Chuck Close, Daguerreotypes, introduzione di Philip Glass, Alberico Cetti Serbelloni Editore, Milano 2002. ISBN 88-88098-10-0
- Jonathan Lasker, Paintigs 1977-2000, Alberico Cetti Serbelloni Editore, Milano 2002. ISBN 88-88098-06-2
- Timothy Greenfield-Sanders, Alberico Cetti Serbelloni Editore, Milano 2001. ISBN 88-88098-01-1
- I Dormienti/Brian Eno, Mimmo Paladino, Alberico Cetti Serbelloni Editore, Milano 2000. ISBN 88-88098-00-3
- Richard Kern, Charta Edizioni, Milano 1998. ISBN 88-8158-201-5

### Altri scritti
- Don Quixote (insieme a Elio Cappuccio), Skira, Milano 2013. ISBN 978-88-572-2259-2
- La Rivista di Estetica, Mimmo Paladino e la filosofia, numero speciale a cura di Demetrio Paparoni, 2013, Rosenberg & Sellier, Torino. ISBN 8878851892
- Tiresia delle sette stanze, Hestia Edizioni, Como 1993. Riedito nel 1993 da Tema Celeste Edizioni, Milano. Racconto breve. ISBN 8886120028

## Mostre curate e cataloghi (selezione)
- Medea, Antico Mercato di Ortigia, Siracusa, 2023
- Interaction Napoli 2022, Fondazione Made In Cloiser, Areablu edizioni, Napoli, 2022. ISBN 978-88-94925-91-3
- On the Wall, Building, Milano, 2022. ISBN 978-88-945776-2-4
- Wang Guangyi, Popular Study on Anthropology, Nation Gallery of Armenia, Ereva, 2019
- L'ultima cena dopo Leonardo, Fondazione Stelline, Milano, 2019. Catalogo Skira ISBN 88-5724-109-2
- Le nuove frontiere della pittura Archiviato il 1º dicembre 2017 in Internet Archive., Fondazione Stelline, Milano 2017. Catalogo Skira ISBN 88-5723-707-9
- Surreal versus Surrealism, IVAM, Valencia 2011, Spagna. ISBN 978-84-482-5661-6
- Glasstress, Palazzo Cavalli-Franchetti, Venezia, Biennale di Venezia 2011 (curata insieme ad Adriano Berengo e Peter Noever). Catalogo Marsilio. ISBN 8831711318
- Anish Kapoor, Dirty Corner, Fabbrica del Vapore e Rotonda della Besana, Milano 2011 (curata insieme a Gianni Mercurio). Catalogo Skira. ISBN 88-572-1061-8
- Tony Oursler, Padiglione d'arte contemporanea, Milano 2011 (curata insieme a Gianni Mercurio). Catalogo Sole 24 Ore. ISBN 88-7179-663-2
- España 1957-2007, Palazzo Sant'Elia Palermo 2011, Catalogo Skira. ISBN 88-6130-760-4
- Mentalgrafie italiane, Tel Aviv Museum of Art, 2007, Catalogo Skira. ISBN 88-6130-340-4
- Timer, Triennale Bovisa, Milano 2007 (insieme a Gianni Mercurio). Catalogo Skira. ISBN 88-6130-190-8
- Eretica, Galleria d'Arte Moderna, Palermo 2006 (curata insieme a Gianni Mercurio). Catalogo Skira. ISBN 88-6130-069-3
- Italia/America, L'astrazione ridefinita, Galleria Nazionale d'Arte Moderna di San Marino, San Marino 1993. Catalogo edito dal Museo. ISBN 88-85265-10-3
- Abstracta, padiglione italiano della Biennale di Venezia, 1993. Catalogo Marsilio.
- La metafisica della luce, John Good Gallery, New York 1993. Catalogo edito dalla Galleria.
- Mater Dulcissima, Chiesa dei Cavalieri di Malta, Siracusa 1986 (curata insieme a M. Castello). Catalogo.
- Tema celeste, Galleria civica d'arte contemporanea, Gibellina, 1982. Catalogo edito dal Museo

## Introduzioni a cataloghi di mostre (selezione)
- Ideologia e proscrizione. Abel Herrero, Magonza, Arezzo 2022. ISBN 978-88-31280-59-4
- La sindone e l'impronta dell'arte, Museo Civico, Sansepolcro, 2015
- Li Songsong, Pace Gallery London 2013. ISBN 978-1-909406-05-6
- Aung Ko, Galleria Marella, Milano 2013
- Shao Fan, Contrast Gallery, Shanghai 2011
- Li Tan Bing, Contrast Gallery, Shanghai 2011
- David Salle, Galleria Cardi, Milano, 2007
- David Salle, Galleria In Arco, Torino 2006
- Vik Muniz, catalogo della mostra alla Galleria Cardi. Milano 2005
- Peter Halley, Galleria Massimo Minini, Brescia 1997
- Günter Brus, Galleria Enzo Cannaviello, Milano 1996
- Sean Scully, Galleria Claudia Gian Ferrari, Milano 1995
- Sean Scully, Fuji Television Gallery, Tokyo 1994
- Domenico Bianchi, Creative Works Editions, Osaka (Giappone) 1991
- Jim Dine, Waddington Galleries, Londra, 1989

## Collaborazioni editoriali (selezione)
- Zhang Huan, Soul and Matter, Palazzo Vecchio e Forte Belvedere, Firenze 2013. A cura di Sergio Risaliti e Olivia Turchi. Maschietto editore. ISBN 88-6394-058-4
- Il Calzolaio Prodigioso, Museo Ferragamo, Firenze 2013. A cura di Stefania Ricci. ISBN 978-88-572-1927-1
- Wang Guangyi, Thing-In-Itself: Utopia, Pop and Personal Theology, Today Art Museum, Pechino 2012. A cura di Huang Zhuan. ISBN 9787536250222
- Wang Xiaosong, Lübecker Museen, Kunsthalle St. Annen e Ludwig Museum, Himmer Publisher, Munich. ISBN 9783777459912
- Ding Yi, Specific-Abstracted, Minsheng Art Museum, Shanghai 2011. A cura di Guo Xiaoyan ISBN 9787515503080
- David LaChapelle, Palazzo Reale, Milano 2008. Giunti Editore. A cura di Gianni Mercurio. ISBN 8809057023
- Andy Warhol, Pentiti e non peccare più, Chiostro del Bramante, Roma, Skira, 2006. A cura di Gianni Mercurio. ISBN 8876249281
- Damien Hirst/Jenny Saville/David Salle - The Bilotti Chapel, Roma, Museo Bilotti, 2006. Catalogo Electa Mondadori. ISBN 88-370-4520-4
- Jean-Michel Basquiat Show, Palazzo della Triennale, Milano, Skira, Milano 2006. Mostra curata da Gianni Mercurio. ISBN 8876249273
- Keith Haring Show, Palazzo della Triennale, Milano, Skira, Milano 2005. Mostra curata da Gianni Mercurio. ISBN 887624476X
- Andy Warhol, Palazzo della Triennale, Milano 2004. Mostra curata da Gianni Mercurio. ISBN 8876240284
- Mike e Doug Starn, Attracted to the light, (coautore), Hardcover Publisher, New York, 2003. ISBN 1576871894
- Ettore Sottsass, Tutti gli scritti, Neri Pozza, Milano 2002 (testo introduttivo). ISBN 88-7305-854-X
- Peter Halley, Maintain speed, D.A.P. Inc., New York 2000 (coautore). ISBN 9781891024160
- Stile, narrazione e post-storia, conversazione tra Arthur C. Danto, Demetrio Paparoni e Mario Perniola, in Arthur Danto, Narrazione e Stile, Tema Celeste Edizioni, Milano 1998.
- Nuevas Abstarctiones, (a cura di Enrique Juncosa, con testi in catalogo di Demetrio Paparoni e Arthur Danto), Palacio de Velázquez, Museo Nacional Centro de Arte Reina Sofía, Madrid, Galleria d'Arte Moderna di Barcellona, 1996.
- Mimmo Paladino e il pane, di Mimmo Paladino al Palazzo Reale, Napoli 1995. Catalogo Charta Edizioni, Milano.
- Mimmo Paladino, Trenta cavalli per la Sposa di Messina, in Friedrich Schiller, La sposa di Messina o i fratelli nemici, Ubulibri, Milano 1990.

## Interviste e documentari per la Rai (selezione)
- Paladino in Piazza, di Demetrio Paparoni e Salvo Cuccia, documentario, 30', regia Salvo Cuccia, prodotto da Eleonora Cordaro/Abra&Cadabra per RAI Educational, 2013
- Christo Javašev, 4:10", Art News, Magazzini Einstein, Rai Educational, 2011
- Kiki Smith, 3:30", Art News, Magazzini Einstein, Rai Educational, 2011
- Zhang Huan, 4:16', Art News, Magazzini Einstein, Rai Educational, 2011
- Collezionismo in Cina, (intervista a Lorenz Helbling), 2:26', Art News, Magazzini Einstein, Rai Educational, 2011

## Collana editoriale Alberico Cetti Serbelloni Editore
- Ettore Sottsass, Esercizi/Exercises, prefazione di Enzo Cucchi; 2002. ISBN 8888098046
- Vincent Katz, Alex Katz, Unfamilier Images, con un'intervista di David Salle e un testo di Enzo Cucchi; 2002. ISBN 8888098054
- Giuseppe Conte, Juan Uslé, Los ultimos suenos del capitan Nemo; 2002. ISBN 8888098070
- Demetrio Paparoni, Jonathan Lasker, paintings 1977-2001; 2002. ISBN 88-88098-06-2
- Peter Halley, Contamination, testo di Tim Griffin; 2002. ISBN 8888098089
- David Salle, Immediate Experience, a cura di Sarah French, testi di Wayne Konstembaum e Mimmo Paladino; 2002. ISBN 8888098143
- Sol LeWitt, Concrete Blook Structures, a cura di Susanne Singer, testo di Michael Brenson; 2002. ISBN 8888098119
- Georg Baselitz, paintings 1960/2000, a cura di Detlev Gretenkort, testo di Michael Auping; 2002. ISBN 8888098135
- Demetrio Paparoni, Chuck Close, Daguerreotypes; 2002. ISBN 88-88098-10-0
- Enzo Cucchi, Tutti a Cena nel cavallo, a cura di Alessandro Cucchi; 2001. ISBN 888809802X.
- Demetrio Paparoni, Timothy Greenfield-Sanders; 2001. ISBN 88-88098-01-1
- I Dormienti/Brian Eno e Mimmo Paladino, a cura di Demetrio Paparoni (con cd di musiche espressamente realizzate da Brian Eno); 2000. ISBN 88-88098-00-3

## Libri pubblicati come editore (Tema Celeste Edizioni)
- Giuseppe Conte, Il Mito Giardino, 1990. ISBN 8885265065
- Peter Halley, Scritti sull'arte ed altro, 1990. ISBN 888526509X
- David Herbert Lawrence, Scritti sull'arte, 1990
- Per Kirkeby, Bravura, 1991
- John Sallis, Ombre del Tempo. I covoni di Monet, 1992. ISBN 8873040128
- Gillo Dorfles, Intervista come autopresentazione, 1992. ISBN 887304011X
- Remo Guidieri, Angulus, 1992. ISBN 8873040039
- Arthur Danto, La destituzione filosofica dell'arte, 1992. ISBN 8877260769
- Angelo Trimarco, Il presente dell'Arte, 1993
- Elio Cappuccio (a cura di), Duchamp dopo Duchamp, 1993. ISBN 88-7304-002-0
- Arturo Schwarz, La luce dell'Amore, 1994

## Premi e Onorificenze
- Medaglia d'oro alla cultura da parte del Ministero Armeno della cultura, 21 giugno 2018 [6]
- Premio Paradiso da parte del Concilio Europeo dell'arte, 20 Maggio 2021 [7]

## Giudizi
- "Paparoni rende comprensibili e piacevoli gli argomenti più complicati dell'arte contemporanea, associando narrazione e critica". Fernanda Pivano, 2005[8]
- "Questi saggi hanno l'immenso merito di far capire, in una prosa chiara e penetrante, il significato più profondo della grande avventura dell'arte contemporanea". Arturo Schwarz, 2005[9]
- "L'interesse per settori diversi dell'arte e il rigore con cui li affronta consentono a Paparoni un'estrema libertà interpretativa. Da qui, una visione attuale e libera dai preconcetti troppo tendenziosi di molti recenti esegeti". Gillo Dorfles, 1997[10]
- "Ciò che maggiormente apprezzo in Paparoni è la capacità di celebrare, e persino esaltare, l'arte di cui si è occupato, la convinzione che si stia facendo un'arte della massima importanza". Arthur Danto, 1994[11]
- "Non sono numerosi i critici d'arte che, nell'esercizio della loro professione, si impegnano con la passione manifestata da Demetrio Paparoni in ogni suo scritto. Egli riesce a immedesimarsi con gli artisti, a far proprie le loro ansie e le loro poetiche, in virtù di una non comune partecipazione". Arturo Schwarz, 1990[12]